# Selwin (Carolina del Norte)
Selwin es un pueblo ubicado en el condado de Chowany condado de Gates en el estado estadounidense de Carolina del Norte.

## Geografía
Selwin se encuentra ubicado en las coordenadas 36°20′06″N 76°35′13″O / 36.33500, -76.58694.